# Triepeolus mitchelli
Triepeolus mitchelli är en biart som beskrevs av Hurd 1979. Triepeolus mitchelli ingår i släktet Triepeolus och familjen långtungebin. Inga underarter finns listade i Catalogue of Life.